# کالبر
کالبر یک شرکت تولید لبنیات، موادغذایی و آشامیدنی است که در اراک مستقر می‌باشد و در سال ۱۳۷۳ تأسیس شده‌است. این شرکت تحت نماد «غالبر» عضو بورس اوراق بهادار تهران می‌باشد. در سال ۱۳۷۶ عملیات اجرایی طرح تولید پنیر اولترافیلتراسیون (UF) را شروع کرد و در سال ۱۳۷۹ اولین پروژه به بهره‌برداری رسید سپس در طی سال‌های ۱۳۷۹ تا ۱۳۸۳ خطوط تولید انواع ماست، دوغ، شیر پاستوریزه، شیرهای طعم‌دار، خامه و انواع آبمیوه به بهره‌برداری رسید.
کالبر همچنین در دی‌ماه ۱۳۹۹ کارخانه تولید انواع شیرخشک، MPC، کازئین، پودر وی و همچنین خط‌تولید جدید خامه خود را به بهره‌برداری رسانید.